# Canton (miasto w stanie Nowy Jork)
Canton – miasto w Stanach Zjednoczonych, w stanie Nowy Jork, siedziba administracyjna hrabstwa St. Lawrence.